# Daniel Strauch
Daniel Johannes Strauch (Osnabrück, 8 gennaio 1981) è un ex cestista tedesco.

## Palmarès
- Campionato tedesco: 1

EWE Oldenburg: 2008-09
- Supercoppa tedesca: 1

EWE Baskets Oldenburg: 2009